# Seamus Blackley

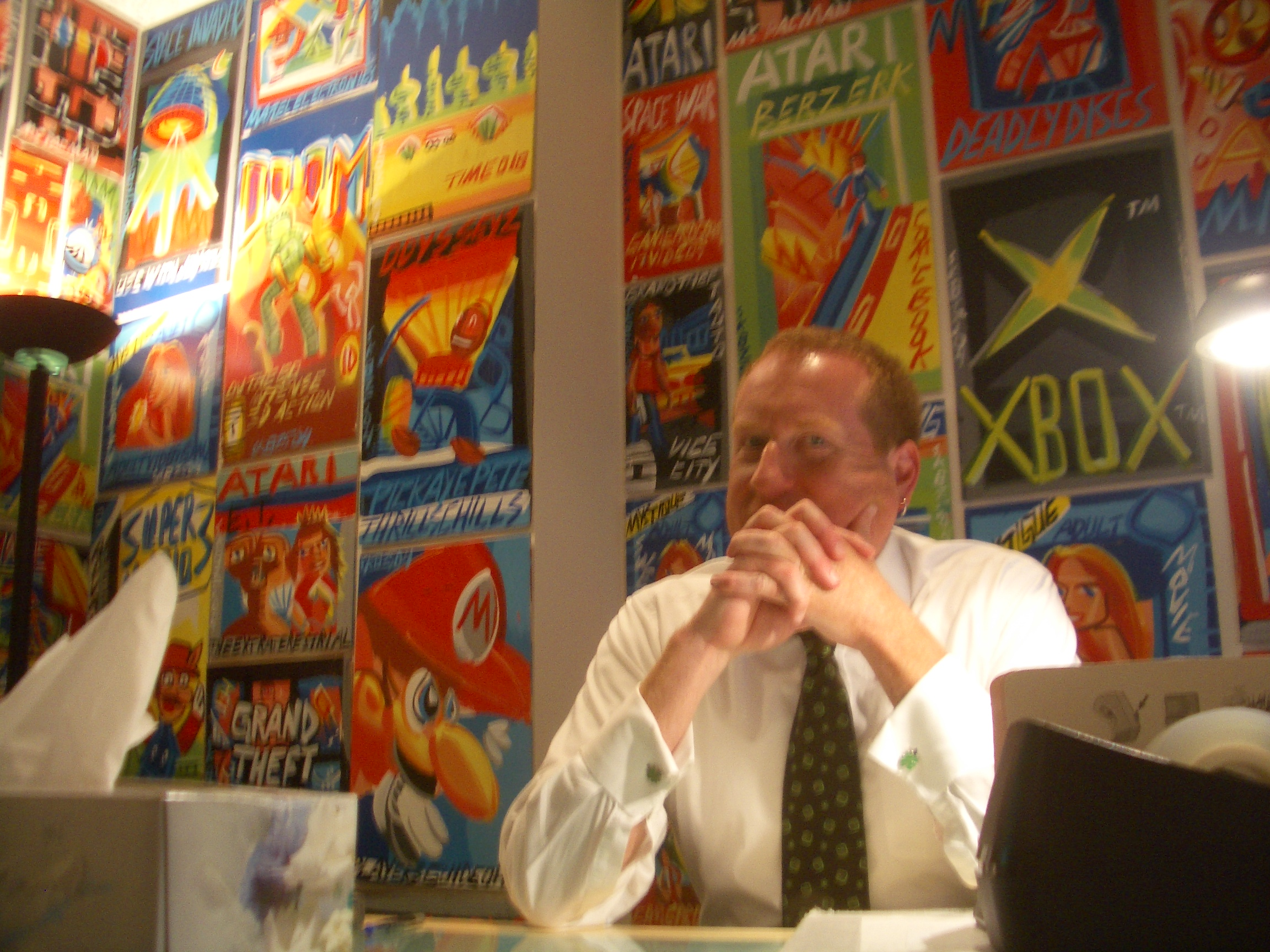
Seamus Blackley em 2005.

Jonathan Blackley (nascido em 1968), mais conhecido como Seamus Blackley, é um norte-americano designer de videogame e agente da Creative Artists Agency. Ele ficou conhecido depois de criar o primeiro Xbox em 2001.

## Formação
Blackley se formou em física na Universidade Tufts em 1990, antes disso estava no curso de engenharia elétrica, que foi trancado.

## Carreira
Em 1992, Blackley foi trabalhar na Blue Sky Productions, atual Looking Glass Studios. Além de seu trabalho nos jogos Ultima Underworld e System Shock, Blackley ajudou a criar o sofisticado sistema de física no jogo Flight Unlimited. Ele é mencionado no manual do Flight Unlimited da seguinte forma:
| “ | Já em 1992, começamos a procurar novas maneiras de voar no PC. Seamus Blackley, um especialista em física e piloto experiente, tinha acabado de ser contratado pela Looking Glass Technologies, e estava bem posicionado para ver onde os simuladores atuais estavam além do que poderiam ser. | ” |

Após a conclusão do Flight Unlimited em 1995, Blackley planejava usar o código de dinâmica de fluidos computacional (CFDs) desse jogo para criar um simulador de vôo de combate chamado Flight Combat. No entanto, um novo gerente da Looking Glass Studios exigiu que Blackley projetasse uma sequência direta de Flight Unlimited para competir diretamente com o Microsoft Flight Simulator. Blackley recusou e foi demitido, deixando a empresa no final de 1995.
Depois, Blackley trabalhou na DreamWorks Interactive como produtor executivo de Jurassic Park: Trespasser, uma sequência de jogo de videogame do filme The Lost World: Jurassic Park.
Durante os eventos de imprensa de Trespasser, Blackley conheceu Bill Gates, então CEO da Microsoft. Gates ficou impressionado com as conquistas técnicas de Trespasser e ajudou Blackley a conseguir um emprego na Microsoft em fevereiro de 1999 como Gerente de Programa para Gráficos de Entretenimento, trabalhando inicialmente no DirectX. Durante 1999, a Sony trabalhou no PlayStation 2, que eles comercializaram como uma plataforma para a sala de estar que superaria o Microsoft Windows e o Linux. Blackley disse que este anúncio levantou preocupações dentro da Microsoft sobre como eles poderiam desafiar a Sony. Durante um vôo de Boston de volta a Seattle depois de visitar sua namorada, Blackley teve a ideia de que a Microsoft projetasse seu próprio console de videogame, com hardware padronizado, e capaz de explorar um conjunto maior de recursos de hardware devido à influência da empresa em derrotou a Sony em seu próprio jogo. Isso levou à proposta inicial do Xbox, que Gates finalmente aprovou, e ajudou a montar a equipe que projetou e construiu o dispositivo. Ele então promoveu o Xbox para desenvolvedores de jogos em todo o mundo. Blackley deixou a Microsoft em 2002 para co-fundar o Capital Entertainment Group (CEG) com o ex-colega de trabalho da Microsoft, Kevin Bachus, depois de seu tempo desenvolvendo o Xbox. A CEG pretendia reformar os modelos de financiamento disponíveis na indústria de jogos, seguindo o modelo de estúdio de Hollywood, para fornecer mais flexibilidade e controle criativo aos criadores de jogos, e afrouxar o controle que os editores tinham sobre a indústria de jogos. A CEG não conseguiu completar um jogo antes de desistir em 2003. Em 2007, Blackley recebeu o Prêmio PT Barnum da Universidade de Tufts por seu trabalho excepcional na área de mídia e entretenimento.
Em 2017, Blackley assumiu um cargo na direção da equipe de pesquisa e desenvolvimento da startup de realidade aumentada Daqri para explorar métodos de produção de hologramas mais poderosos e, em 2018, tornou-se o CEO da startup de tecnologia Pacific Light and Hologram.